# Södertälje (comuna)
Södertälje (em sueco: Södertälje kommun;  PRONÚNCIA) é uma comuna da Suécia localizada no condado de Estocolmo. Sua capital é a cidade de Södertälje. Possui 525 quilômetros quadrados e segundo censo de 2018, havia 97 381 habitantes.